# Linaria buriatica
Linaria buriatica är en grobladsväxtart som beskrevs av Porphir Kiril Nicolai Stepanowitsch Turczaninow. Linaria buriatica ingår i släktet sporrar, och familjen grobladsväxter. Utöver nominatformen finns också underarten L. b. lineata.